# イリグチ
イリグチ（いりぐち、IRIGUCHI CO., LTD. ）は、奈良県大和郡山市に本社を置く「石州麺」の発売元で、創業は1870年6月である。

## 事業内容
- 卸部
  - 米（JAS有機農産物加工認定業者）・麺。
- 小売部
  - 米、麺、地酒、ワイン等。

## 沿革
- 1870年（明治2年） - 6月、「入口酒店」として創業。
- 1976年（昭和51年） - 4月、「株式会社イリグチ」を設立。
- 2002年（平成14年） - 3月27日、第13回「優良米穀小売店全国コンクール」で食糧庁長官賞を受賞。
- 2010年（平成22年） - 11月22日、第12回「米・食味分析鑑定コンクール：国際大会」で環境農業大賞を受賞。

## 役員
- 代表取締役社長 入口哲
- 代表取締役 入口壽子
- 監査役 鈴木秀之